# Dušan Dim
Dušan Dim, slovenski pisatelj, * 1972, Velenje, Slovenija.

## Življenje in delo
Dušan Dim je kot otrok in najstnik živel v svojem rojstnem kraju Velenje, kasneje pa se je preselil v Ljubljano. V najstniških letih ga je zanimanje za  različne  zvrsti glasbe (rock, punk itd.) pripeljalo v mladinske klube, kjer je predvajal glasbo, v velenjski Stiskarni pa je tudi organiziral rokenrol koncerte.
Za roman z naslovom Distorzija je leta 2006 prejel nagrado večernica kot najboljše mladinsko delo v Sloveniji. Glavni akterji romana so najstniki, ki skozi zgodbo iščejo svojo identiteto in poskušajo bralce preko prikaza svojega načina življenja pripeljati do odkritja problemov  sodobne Slovenije. V šolskem letu 2008/2009 je knjiga doživela ponatis, saj je bila s strani strokovne komisije izbrana za tekmovanje za Cankarjevo priznanje. Po njej so posneli tudi film, ki je bil premierno predvajan jeseni 2009.
Rdeča mesečina je naslov njegovega drugega romana napisanega tako za mladino kot odrasle, ki je izšel oktobra 2008. To je nostalgična, razpoloženjska in hladno ljubezenska zgodba s prepletom političnega kriminala.
Jeseni 2011. je pri Cankarjevi založbi izšel njegov tretji roman Oprostite, vaše življenje ne obstaja. V znanstveno-fantastični pripovedi se avtor ukvarja z možnostmi človekove neodvisnosti v svetu, kjer je tehnologija postala človekov najzvestejši spremljevalec. Ena od predpostavk romana je, da imajo vsi člani skupnosti televizijo, računalnike, identifikacijske kartice in snemalne naprave s posebnim čipom vgrajene kar pod kožo.
Jezero na robu mesta je zbirka kratkih zgodb, v kateri je sodeloval z drugimi avtorji. Poleg uredniškega dela je prispeval tudi kratko zgodbo Brusli se ne boji.